# Stănița
Stănița est une commune roumaine du județ de Neamț, dans la région historique de Moldavie et dans la région de développement du Nord-Est.

## Géographie
La commune de Stănița est située dans le nord-est du județ, à la limite avec le județ de Iași, sur le Plateau central moldave, à 15 km au nord-est de Roman et à 65 km à l'est de Piatra Neamț, le chef-lieu du județ.
La municipalité est composée des sept, villages suivants (population en 1992) :
- Chicerea (333) ;
- Ghidion (478) ;
- Poienile Oancei ;
- Stănița (531), siège de la municipalité ;
- Todireni (396) ;
- Veja ;
- Vlădnicele.

## Politique
| Période                                  | Période  | Identité                 | Étiquette | Qualité |
| ---------------------------------------- | -------- | ------------------------ | --------- | ------- |
| Les données manquantes sont à compléter. |          |                          |           |         |
| 2000                                     | En cours | Laurențiu-Bebi Todireanu | PSD       |         |

| Parti | Parti                                      | Sièges |
| ----- | ------------------------------------------ | ------ |
|       | Parti social-démocrate (PSD)               | 7      |
|       | Parti national libéral (PNL)               | 2      |
|       | Alliance des libéraux et démocrates (ALDE) | 1      |
|       | Parti Mouvement populaire (PMP)            | 1      |

## Religions
En 2002, la composition religieuse de la commune était la suivante :
- Chrétiens orthodoxes, 99,73 %.

## Démographie
En 2002, la commune comptait 2 248 Roumains (99,95 %).
| 1992  | 2002  | 2007  |
| ----- | ----- | ----- |
| 2 361 | 2 249 | 2 281 |

## Économie
L'économie de la commune repose sur l'agriculture.